# Benedict of Sawston

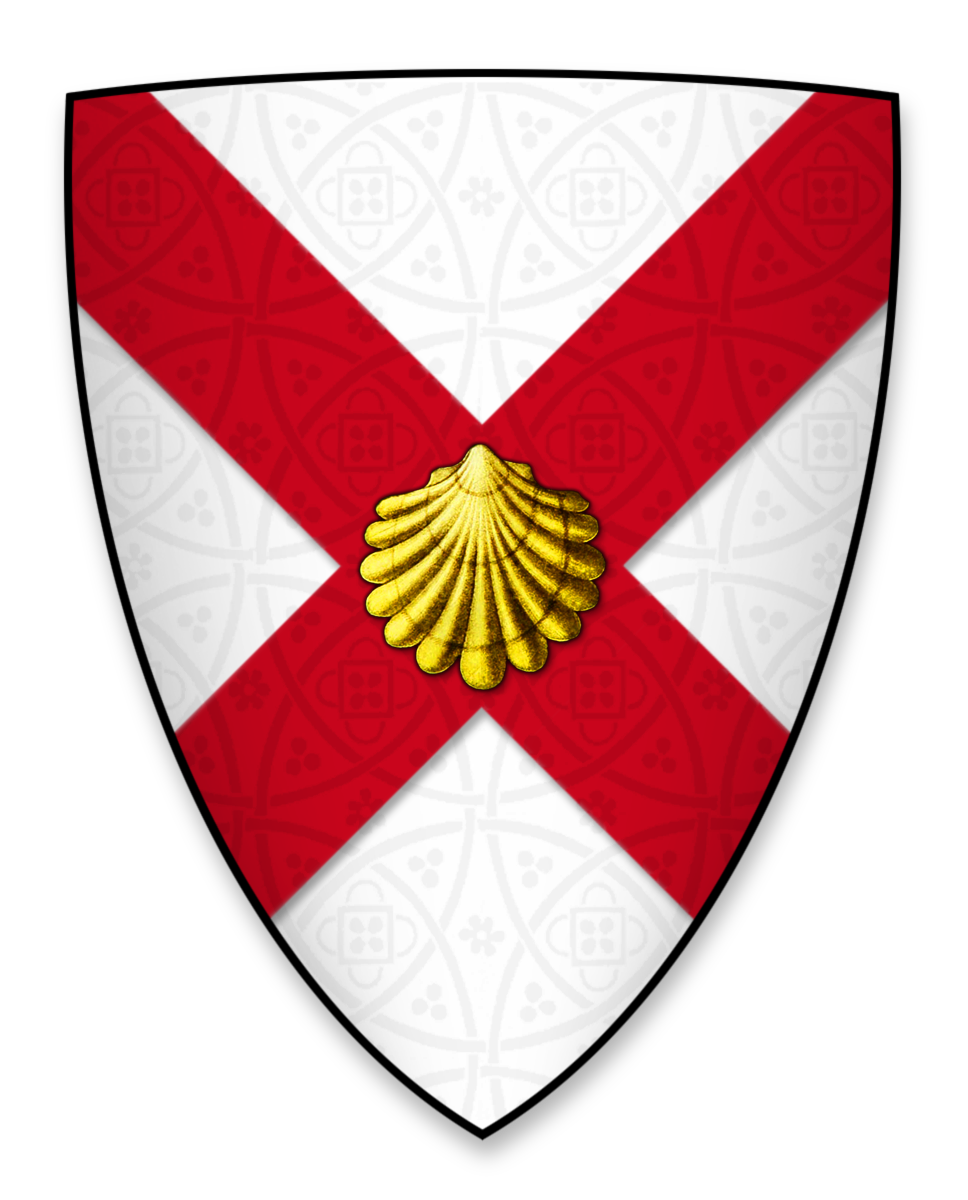
Wappen von Benedict of Sawston

Benedict of Sawston (auch Benedict of Sausetun) († 18. Dezember 1226) war ein Bischof der englischen Diözese Rochester.

## Herkunft und Karriere als Geistlicher
Benedict stammte vermutlich aus dem Dorf Sawston in Cambridgeshire, wodurch er seinen Beinamen erhielt. Über seine Ausbildung ist nichts bekannt, doch anscheinend wurde er juristisch geschult und studierte vermutlich bei Stephen Langton an der Universität von Paris, da von ihm Bemerkungen zu Langtons Quaestiones erhalten sind. Als Master Benedict bezeugte er in den 1190er Jahren Urkunden der St Paul’s Cathedral, und vor dem 26. März 1204 wurde er Präzentor der Kathedrale. Für dieses Amt erhielt er vom König die Kirche St Leonard von Shoreditch übertragen, eine weitere Pfründe besaß er in Neasden. Als Präzentor diente er viermal als beauftragter päpstlicher Richter, doch seine Versuche, seinen im Vergleich zum Archidiakon niederen Rang zu erhöhen, blieben erfolglos. Nach einer Urkunde aus dem 14. Jahrhundert diente er auch als königlicher Schatzkanzler, doch dabei wurde er wohl mit Benedict of Ramsay († 1211) verwechselt.

## Bischof von Rochester
Als Sawston am 13. Dezember 1214 zum neuen Bischof von Rochester gewählt wurde, befand er sich in Paris, wo er auf Empfehlung von Erzbischof Langton lehrte. Am 22. Februar 1215 wurde er von Erzbischof Langton in Osney bei Oxford zum Bischof geweiht. Er wird als einer der Ratgeber genannt, die König Johann Ohneland am 15. Juni zur Anerkennung der Magna Carta rieten. Danach verließ er wohl wie Erzbischof Langton England, da er im November 1215 am Vierten Laterankonzil in Rom teilnahm. Während seiner Abwesenheit kam es in England zum Ersten Krieg der Barone gegen den König. Im Oktober 1215 belagerte der König das von Rebellen gehaltene Rochester Castle, dabei wurde Sawstons Bischofskirche, die Kathedrale von Rochester als Quartier der königlichen Soldaten zweckentfremdet. Die Soldaten zerstörten Manuskripte und Urkunden und raubten Silber und andere Wertgegenstände. Nach dem Ende des Bürgerkriegs leitete Sawston 1218 und 1219 in Sussex, Surrey, Kent und Middlesex Gerichtssitzungen. Am 25. April 1221 weihte er Eustace de Fauconberg zum Bischof von London. Im Januar und März 1224 bezeugte er in Westminster königliche Urkunden und im Oktober 1225 gehörte er einer Gesandtschaft an, die in Frankreich vergeblich den Französisch-Englischen Krieg zu beenden suchte.
Bei der Verwaltung seiner Akten führte Sawston die Datierung und die Ortsangabe auf den Urkunden ein. Er wurde am 21. Dezember 1226 in der Kathedrale von Rochester begraben.